# Леонид Кучма
Леонѝд Данѝлович Ку̀чма (на украински: Леонід Данилович Кучма, роден на 9 август 1938 г.) е виден украински политик, единственият двукратен президент на Украйна.
Кучма е вторият министър-председател от 13 октомври 1992 до 21 септември 1993 г. и вторият президент на независима Украйна от 19 юли 1994 до 23 януари 2005 г. Той е председател на Съвета на държавните глави на ОНД от 29 януари 2003 до 16 септември 2004 г.
След президентството е председател на контактната група по урегулиране на конфликта в Донбас в периодите 2015 – 2018 и 2019 – 2020 г. 

## Биография
Кучма е роден в с. Чайкине, Черниговска област, Украинска ССР, СССР на 9 август 1938 г. Баща му работи в лесничейство, загива във Великата отечествена война. Майка му работи в колхоз, сама отглежда техните 3 деца.
Кучма завършва Физико-техническия факултет на Днепропетровскския държавен университет (дн. Днипровски национален университет) с квалификация „инженер-механик“ през 1960 г.
Кандидат е на техническите науки, университетски професор, академик на Международната академия по астронавтика в Стокхолм.
Става член на Комунистическата партия на Съветския съюз през 1960 г. Сключва брак през 1967 г. с Людмила Талалаева (р. 1940), осиновена дъщеря на Генадий Туманов, заместник главен инженер на ПО „Южмаш“ в Днепропетровск. Тъст му обаче не е бил министър на средното машиностроене на СССР, както се твърди в публикации в интернет. Със съпругата си имат дъщеря (1970) и 3 внуци от нея.

## Ранна кариера
След дипломирането си Кучма работи в ракетно-космическата област за конструкторското бюро „Южное“ (на украински: „Південне“) в Днепропетровск. На 28 години става технически ръководител на изпитанията на ракетата „Циклон-2“ на космодрума Байконур в Казахска ССР. Получава Ленинска премия като инженер-ракетостроител (1979).
На 38 години Кучма е избран за секретар на партийния комитет на КПСС в ПО „Южмаш“ и член на Централния комитет на Комунистическата партия на Украйна (част от КПСС). Делегат е на XXVII (1986) и XXVIII (1990) конгрес на Комунистическата партия на Съветския съюз.
През 1982 г. Кучма е назначен за първи заместник генерален конструктор на КБ „Южное“, а през 1986 – 1992 г. заема длъжността генерален директор на производственото обединение „Южен машиностроителен завод“ („Южмаш“) в Днепропетровск, произвеждащо ракетно-космическа техника и друга наукоемка продукция.
Между 1990 и 1992 г. Кучма е член на Върховната рада (украинския парламент). Съосновател е на Академията за технологични науки на Украйна през 1991 г.

## Премиерство
Кучма става министър-председател на Украйна през 1992 г. Страната е в икономическа криза – хиперинфлация от 2000 %, бюджетен дефицит в размер на 14 % от БВП, спад на БВП от 10 %.
Поставя като условие за заемане на премиерската длъжност предоставяне за 6 месеца на безпрецедентно широки пълномощия, като право да издава приравнени на закони декрети и да назначава ръководители на регионите. Тези искания са удовлетворени с приемането на Закон № 2796-XII от 18 ноември 1992 г. Той настоява обаче този закон да бъде продължен след изтичането на срока му на действие, но получава отказ от парламента и се оттегля.
Подава оставката си от премиерския пост през септември 1993 г. Става президент на Съюза на промишлениците и предпремачите на Украйна през декември 1993 г. Отново е избран за народен депутат през март 1994 г.

## Президентство
Кандидатира се успешно за президент през 1994 г. с програма за стимулиране на икономиката чрез възстановяване на икономическите отношения с Русия и по-бързи пропазарни реформи. Преизбран е за втори мандат през 1999 г.
По време на неговото президентство украинската икономика отбелязва значителен растеж, украинско-руските отношения започват да се подобряват.
През 2000 г. президентът Кучма подписва закон за отмяната на смъртното наказание в Украйна.

### Местна политика
През октомври 1994 г. Кучма обявява цялостна икономическа реформа, включително намаляване на субсидиите и премахване на ценовия контрол, по-ниски данъци, приватизация на промишлеността и селското стопанство, както и реформи по валутата и банковото дело. Парламентът одобрява основните точки от плана. Международният валутен фонд обещава заем от 360 милиона долара за започване на реформите.

### Външна политика
На 31 май 1997 г. Кучма подписва „Договор за приятелство, сътрудничество и партньорство“ с Русия, която одобрява кръга от преговори със страните от ОНД. Освен това президентът се позовава на руския като „официален език“. Той подписва специален договор за партньорство с НАТО и дори изтъква възможността за членство в алианса.

## Награди и отличия
Леонид Кучма е удостоен с множество награди – ордени, медали, почетни звания и други отличия на СССР, Украйна и други държави и организации. Сред тях са:
- орден „Червено знаме на труда“ (1976)
- Ленинска премия (1979)
- Държавна премия на Украйна за наука и техника (1993)

Обявен е за почетен гражданин на градове и област:
- в Украйна: Донецка област, Белгород Днестровски, Днепропетровск, Кривой рог, Полтава, Севастопол;
- другаде: Бишкек (Киргизстан), Ереван (Армения).

## За него
- Костянтин Бондаренко. Леонід Кучма: портрет на фоні епохи. Харків: Фоліо, 2007, 636 с.